# NVRAM
Постојана меморија са случајним приступом (енгл. Non-volatile random-access memory), позната по свом акрониму НВРАМ (од енгл. NVRAM), је РАМ меморија која задржава своје информације када је струја искључена. Ово је супротно од ДРАМ и СРАМ меморија, код којих се подаци изгубе одмах након губитка струје.
Најпознатији облик НВРАМ меморије данас је флеш меморија. Неке од мана флеш меморије је то да захтевају писање у већим блоковима него што већина рачунара може да аутоматски адресира, и релативно ограничен живот флеш меморије због коначног максималног броја пиши-бриши циклуса (већина потрошачке електронике са флеш меморијом може поднети око 100.000 поновних писања пре него што меморија крене да се распада). Још једна мана је то да ограничења перформанси спречава флеш да се изједначи са нормалним облицима РАМ-а по питању времена одзива и случајној адресибилности. Неколико новијих технологија би могло да замене флеш у неким улогама, а одређени истраживачи тврде да су пронашли праву универзалну меморију, која нуди перформансе најбржих СРАМ уређаја са особином постојаности флеш меморије.

## Ране НВРАМ меморије
Рани рачунари су користили широк низ меморијских система, од којих су неки били постојани, иако не намерно по дизајну већ кад ефекат конструкције. Најчешћи облик меморије 1960их је била меморија са магнетним језгром, која је чувала податке у поларитету малих магнета. Пошто се полови нису мењали чак и када се струја гасила, меморија је била постојана. Оваква меморија је била сушта супротност меморијама базираним на активним електронским компонентама, оригинално цеви или флип-флоп механизам базиран на термоелектронском вентилу, касније флип-флоп базиран на полупроводнику (СРАМ).
Брз напредак у производњи полупроводника у касним 1970им годинама је довео до нове генерације меморија чврстог стања са којим се ово језгро једноставно није могло такмичити. Јаке тржишне силе су драматично поправиле ове уређаје током година, тако да данас јефтин и брзи ДРАМ формира велику већину главне меморије просечног рачунара. Међутим има много случајева где постојаност игра значајну улогу, било у случају где ће се струје временом гасити или где тражња ДРАМ-а за сталном струјом наилати на препреку код уређаја са слабом струјом. Годинама није било практичног решења за овај проблем, и многи систем су користили комбинацију РОМ-а и РАМ-а.
РОМ по наруџбини је био најраније решење, али је имао хендикеп да је по њему могло да се пише само једанпут. РОМови се састоји из серија диода трајно повезаних да враћају тражене податке, и тако се праве током производње.
Ром меморија са могућношћу програмирања је побољшала овај дизајн, што је омогућило кориснику да пише по чипу електронским путем. ПРОМ се састоји из диода које су у почетку подешене на једну вредност, "1" на пример. Доводећи већу струју него иначе, могуће је изгорети изабрану диоду тако да она постане "0". ПРОМ је био одличан за компаније које су желеле да издају нове верзије или да праве различите производе користећи исти чип. На пример, ПРОМ је често коришћен за игре за играчке конзоле 1980их.
Они којима су биле потребне перформансе као што има РАМ и постојаност су обично морали да користе нормалне РАМ урећаје и резервну батерију. Ова постојана БИОС меморија, често називана ЦМОС РАМ или Параметерски РАМ, је било често решење у ранијим рачунарским системима као што је оригинални Епл Мекинтош, који је користио малу меморију напајану батеријом за складиштење основних информација као што је изабрани део за бут. Много веће меморије са резервном батеријом се и данас користе као кеш за базе података са великим брзинама, које захтевају ниво перформанси које НВРАМ уређаји нису успели да достигну.

## Транзистор са плутајућом капијом
Велики напредак у НВРАМ технологији је био проналазак транзистора са плутајућом капијом, што је водило до увођења обришиве програмабилне РОМ меморије, или ЕПРОМ. ЕПРОМ се састоји из мреже транзистора чији гејт терминал ("прекидач") је заштићен изолатором високог квалитета. „Гурањем“ електрона на базу са већем напоном него иначе, електрони бивају заробљени на даљој страни изолатора, и тако трајно мењају стање транзистора на „укључено“ ("1"). ЕПРОМ се може ресетовати на „почетно стање“ (на све "1" или "0", зависно од дизајна) примењујући ултраљубичасто светло. УВ фотони имају довољно енергије да гурну електроне кроз изолатор, и тако поврате базу на почетно стање. Тада се ЕПРОМ може репрограмирати испочетка.
Побољшање ЕПРОМ-а, ЕЕПРОМ, је затим уследио. Додатно „Е“ значи електрично, односно означава да се ЕЕПРОМ може електрично ресетовани уместо коришћењем УВ зрака, што доста олакшава коришћење ових уређаја у пракси. Битови се ресетују када се пусти јача струја кроз кроз остале терминале на транзистору (source и drain). Овај пулс са јаком струјом извлачи електроне кроз изолатор, враћајући га на почетно стање. Овај процес има ману због тога што се сваким ресетовањем чип деградира.
Један приступ превазилажењу ограничења броја циклуса писања је имати стандард СРАМ (енгл. Shadow Random AAccess Memory) где је сваки бит сачуван резервним ЕЕПРОМ битом. Током нормалних операција чип ради као брзи СРАМ и у случају нестанка струје садржај се брзо пренесе на део где је ЕЕПРОМ, одакле се чита током поновног паљења. Такви чипове су произвођачи звали НОВРАМ.
База флеш меморије је идентична ЕЕПРОМ-у, али се доста разликују у унутрашњем распореду. Флеш дозвољава да се меморија записује само у блоковима, што доста поједноставља унутрашње повезивање и дозвољава већу густину. Густина меморије је главни фактор цене у већини рачунарских система и због тога је флеш постао један од најјефтинијих чврстих меморијских уређаја. Почев од 2000их, потражња све већих количина флеша су терале произвођаче да користе само најнапредније методе производње како би повећале густину што више. Иако границе могућег долазе, нове „мултибитне“ технике ће моћи да дуплирају или учетвороструче густину чак и на постојећим дебљинама линија.

## Нови приступи
Флеш-ов и ЕЕПРОМ-ов ограничени животни циклус преставља озбиљан проблем за сваку реалану РАМ-олику улогу. Такође проблем представља велика јачина струје која је потребна за писање ћелија је озбиљан проблем у системима са слабијом струјом, где се НВРАМ често користи. Струји је такође потребно време да се „скупи“ у уређају са називом „пумпа набоја“, која драстишно успорава писање од читања, често чак 1.000 пута. Неколико нових меморијских уређаја су предложени као решење ових проблема.

### Фероелектрични РАМ
До данас, једини такав систем који је ушао у широку производњу је Фероелектрични РАМ, или Ф-РАМ (или ФеРАМ). Ф-РАМ је RAM сличан по конструкцији са ДРАМ али (уместо диелектричког слоја као у ДРАМ-у) садржи танак фероелектрични филм од олово-цирконат-титанат [Pb(Zr,Ti)O3], који се често назива ПЗТ. Zr/Ti атоми мењају поларитет електричног поља, и тако праве бинарни прекидач. Насупрот РАМ уређајима, Ф-РАМ задржава своје податке када нестане струје, јер ПЗТ кристал задржава поларитет. Због ове кристалне структуре Ф-РАМ нуди другачије особине од осталих постојаних меморија, укључујући екстремну издржљивост, ултра ниску потрошњу енергије (зато што Ф-РАМ не захтева пумпу за набој као друге постојане меморије) и толеранцију на гама зраке. Рамтрон Интернашонал је развио, произвео и заштитио фероелектрични РАМ (Ф-РАМ), а друге компаније које су заштитиле и производиле Ф-РАМ су Тексас Инструментс, Ром (енгл. Rohm), и Фуџицу.

### Магнетно отпорни РАМ
Још један приступ који је видео велике развојне напоре је магнетно-отпорни РАМ, или МРАМ, који користи магнетне елементе и у суштини ради слично као и магнетно језгром, што важи бар за технологију прве генерације. Само један МРАМ чип је ушао у производњу до данас: део од 4 МБита из компаније Еверспин Текнолоџис, која је МРАМ меморија прве генерације. Две технике друге генерације су тренутно у развоју: ТАС (енгл. Thermal Assisted Switching), коју развија Крокас Текнолоџи, и СТТ (енгл. spin-transfer torque) на којој раде Крокас, Хиникс, IBM, и неколико других компанија. СТТ-МРАМ допушта много веће густине него оне прве генерације, али заостаје за флешом из истог разлога као и ФеРАМ, односно огромних притисака на тржишту флеш меморија.

### РАМ са променом фазе
Још једна технологија чврстог стања која је доживела више него екпериментални развој је РАМ са променом фазе, или ПРАМ. ПРАМ се базира на истом механизму за чување као ЦД-ови и ДВД-еви, али их чита посматрајући промене у електричном отпору. 2006е године Самсунг је најавио доступност чипа са 512 Мб, односно знатно већег капацитета од МРАМ и ФеРАМ меморија. Површина коју су заузимали ови делови су чак већи од данашњих флеш уређаја, а мањи меморија је због изостављања кодирања са више битова (енгл. multi-bit encoding). Овај догађај је пратио Интел и СТМајктоелектроникс, који су демонстрирали своје ПРАМ уређаје на "Intel Developer Forum-у“ 2006. године у Октобру.

### Милипед меморија
Вероватно једна од иновантнијих решења је милипед меморија, коју је развио IBM. Милипед је у суштини карта са рупама избушена користећи нанотехнологију како би драматично повећала површинску густину. Иако је планирано да се ова технологија представи 2003, непланирани проблеми у развоју су одложили тај догађај до 2005. када већ није била конкурентна флешу. Теоретски технологија нуди густине од 1 терабајта по квадратном инчу, веће него и најбоље технологије тврдог диска тренутно у употреби, али будуће технологије као што су магнетно снимање уз помоћ топлоте (енгл. heat-assisted magnetic recording) и патернед медија (енгл. patterned media) би заједно могли да подрже густине од 10 терабајта по квадратном инчу. Међутим, споро читање и писање за овако велике меморије може ограничити ову технологију на замену за чврсти диск уместо за брзе РАМ-олике потребе, иако се ово може рећи и за флеш.